# Hekuma Billuri
Hekuma Billuri (en azéri : Hökümə İbrahim qızı Billuri; née le 3 mars 1926 à Zendjan et morte le 22 novembre 2000 à Bakou) est une poétesse du peuple d'Azerbaïdjan (1998), ouvrier émérite des arts de la RSS d'Azerbaïdjan (1984) et écrivaine azerbaïdjanaise, personnalité publique et politique, membre de l'Union des écrivains d'Azerbaïdjan (1958).

## Biographie
Hekuma Billuri est née dans la ville de Zendjan en Azerbaïdjan iranien dans la famille d'un forgeron. De 1933 à 1943, elle étudie au lycée pour filles azéries de sa ville natale. Elle travaille à la même école en tant qu'enseignante.
H.Billuri commence à écrire des vers en persan étant encore écolière, et plus tard dans sa langue natale. Billuri est publiée en 1944. Ses premiers poèmes en azerbaïdjanais (Ouvrier, Mes yeux, Le matin est venu) et des articles sont publiés en 1945 dans les journaux Azer à Zendjan et Veten Yolunda (Pour la patrie) à Tabriz, ainsi que dans la revue Azerbaïdjan.

## Activité politique
Elle participe activement au mouvement de libération nationale au début des années 40. En 1945-1946, Billuri occupe les postes de vice-présidente du département de propagande du comité régional de Zendjan du Parti démocratique azerbaïdjanais, vice-présidente du département de Zendzhan de la Société pour les relations culturelles entre l'URSS et l'Iran, et également directrice de la bibliothèque de la Maison de la culture de Zendjan. Pour la participation active aux événements révolutionnaires en Azerbaïdjan du Sud Billuri reçoit la médaille 21 Azer.
Après la chute de la République démocratique d'Azerbaïdjan en décembre 1946, Billuri est forcée de quitter sa patrie et de s'installer en Azerbaïdjan soviétique.

## En RSS d'Azerbaïdjan
En RSS d'Azerbaïdjan, Hekuma Billuri poursuit ses études à la faculté de philologie de l'Université d'État d'Azerbaïdjan, dont elle sort diplômée en 1952. De 1952 à 1954, Billuri travaille comme éditrice dans le département littéraire de la maison d'édition Azernechr à Bakou.
Dans la période de 1956 à 1960, Billuri travaille comme rédactrice en chef du journal Azerbaïdjan, et de 1960 à 1963, elle étudie à l'Académie des sciences publiques sous le Comité central du Parti communiste de l'Union soviétique à Moscou, où elle soutient sa thèse de doctorat sur le thème Littérature démocratique réaliste en Azerbaïdjan d'Iran.
Depuis 1964, H. Billuri est chercheuse principale à l'Institut des peuples du Proche et du Moyen-Orient à l’Académie nationale des sciences d'Azerbaïdjan. Elle reçoit un certificat honorifique du Présidium du Soviet suprême d'Azerbaïdjan et des médailles de l'URSS.
Parmi les recueils publiés de ses poèmes figurent Mon rêve (1949), Sur les chemins de la vie, Sur la mémoire du poète (1957), Le sycomore m'attends, Dans la guerre(1954), Loin de toi (1961) et d’autres. Ses livres Poèmes (1955), Le printemps de la liberté (1963), Dédication (1970) sont publiés à Moscou et Bakou en russe. 